# Саранчино (Брянская область)
Саранчино — село в Севском районе Брянской области России. Входит в состав Подлесно-Новосельского сельского поселения.

## География
Село находится в юго-восточной части Брянской области, в зоне хвойно-широколиственных лесов, в пределах западных отрогов Среднерусской возвышенности, на берегах одного из правых притоков реки Ратушной, при автодороге 15К-2209, на расстоянии примерно 21 километра (по прямой) к юго-западу от города Севска, административного центра района. Абсолютная высота — 219 метров над уровнем моря.

### Климат
Климат характеризуется как умеренно континентальный, с тёплым летом и умеренно холодной зимой. Среднегодовая многолетняя температура воздуха составляет 5,5 °С. Средняя температура воздуха самого тёплого месяца (июля) — 18,6 °C (абсолютный максимум — 38 °C); самого холодного (января) — −8,6 °C (абсолютный минимум — −38 °C). Безморозный период длится в среднем 130—135 дней. Среднегодовое количество атмосферных осадков составляет 550—600 мм, из которых большая часть выпадает в тёплый период. Снежный покров держится в течение 115 дней. Ветровой режим района в тёплый период характеризуется преобладанием северо-западных, северо-восточных и западных ветров, а в холодный период — юго-западных, южных и западных.

### Часовой пояс
Село Саранчино, как и вся Брянская область, находится в часовой зоне МСК (московское время). Смещение применяемого времени относительно UTC составляет +3:00.

## Население
| 2010 | 2013 |
| ---- | ---- |
| 57   | →57  |

### Национальный состав
Согласно результатам переписи 2002 года, в национальной структуре населения русские составляли 100 % из 98 чел.